# Обсерваторія Столова Гора
Обсерваторія Столова Гора (англ. Table Mountain Observatory, TMO) — заклад астрономічного спостереження, яким управляє Лабораторія реактивного руху NASA (Каліфорнійський технологічний інститут). Вона розташована у Анжелеському національному лісі поблизу Райтвуда, Каліфорнія, США, у 63 км на північний схід від Лос-Анджелеса. 
TMO є частиною закладу Столової гори Лабораторії реактивного руху. Цей заклад також включає різні неастрономічні проєкти. Територію вперше використав Смітсонівський інститут 1924 року, який проводив атмосферні, сонячні та астрономічні спостереження протягом багатьох років. Лабораторія реактивного руху отримала ділянку у користування 1962 р.
TMO проводить високоточні астрометричні спостереження на підтримку навігації місій космічних апаратів NASA та міжнародних організацій, підтвердження та виявлення навколоземних об'єктів, напр. комет та астероїдів, які можуть потенційно зіткнутись з Землею, та розвиток технології.

## Інструменти

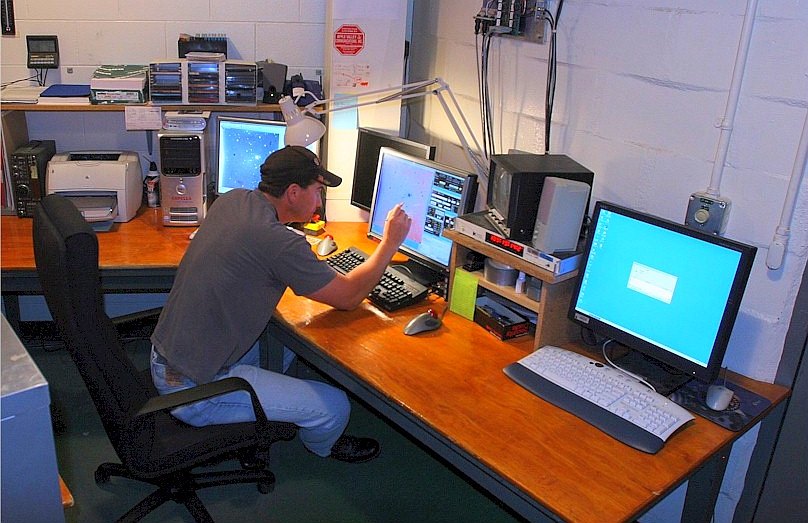
Спостереження 60 см телескопом

- 102 см телескоп коледжу Помони є рефлектором Кассегрена, збудованим у коледжі Помони. Він розпочав діяльність 1985 року, а 1996 року отримав нові дзеркала.[4][5];
- 60 см рефлектор системи Річі — Кретьєна, збудований «Astro Mechanics» та встановлений 1966 року. Він приєднаний до несиметричного німецького екваторіального кріплення.[6]

## Відкриті або підтверджені об'єкти
| Тимчасове позначення астероїда | Альтернативна назва | Тимчасове позначення астероїда | Альтернативна назва | Тимчасове позначення астероїда | Альтернативна назва |
| ------------------------------ | ------------------- | ------------------------------ | ------------------- | ------------------------------ | ------------------- |
| 90525                          | Каріянберґ          | 115485                         | 2003 UR19           | 116446                         | 2004 AG             |
| 116903                         | Жеромапт ‎           | 128621                         | 2004 RD             | 129066                         | 2004 VY28           |
| 134010                         | 2004 VW28           | 143052                         | 2002 WY2            | 145166                         | 2005 JL             |
| 147735                         | 2005 NE             | 147799                         | 2005 RA34           | 149450                         | 2003 CE14           |
| 149976                         | 2005 UO6            | 150035                         | Вільямсон           | 152212                         | 2005 RG             |
| 152471                         | 2005 WE1            | 158621                         | 2003 BJ             | 158899                         | 2004 QO             |
| 161384                         | 2003 UK25           | 163626                         | Ґлетфелтер          | 163950                         | 2003 UN22           |
| 166609                         | 2002 RF232          | 170025                         | 2002 VO             | 170026                         | 2002 VV2            |
| 170027                         | 2002 VH5            | 171287                         | 2006 GK3            | 172460                         | 2003 RT11           |
| 172533                         | 2003 UO9            | 172627                         | 2003 XP10           | 173075                         | 2006 UC             |
| 174758                         | 2003 VX2            | 177065                         | 2003 FP7            | 177245                         | 2003 WB             |
| 177625                         | 2004 JD             | 180103                         | 2003 FX6            | 180213                         | 2003 UM8            |
| 180216                         | 2003 UY9            | 180537                         | 2004 EB1            | 180731                         | 2004 JW35           |
| 181492                         | 2006 UU1            | 183309                         | 2002 VQ             | 183501                         | 2003 FU4            |
| 184064                         | 2004 GM             | 185641                         | 2008 EH69           | 186728                         | 2004 CH2            |
| 187304                         | 2005 UV             | 188588                         | 2005 NP29           | 188721                         | 2005 UU             |
| 189944                         | 2003 TX             | 190118                         | 2004 VR60           | 115312                         | Візер               |
| 115477                         | Брентаніка          | 115891                         | Скоттмайкл          | 120038                         | Франланшер          |
| 120174                         | Джефджені           | 128297                         | Ашлеві ‎             | 133280                         | Брілін              |
| 133527                         | Фредерлі            | 142084                         | Джеймсданієль       | 144692                         | Кетемері            |
| 147397                         | Бобгейзел           | 191323                         | 2003 KN             | 191485                         | 2003 TO2            |
| 84882                          | Тейбл Маунтін       | 114239                         | Бермармі            | 78577                          | ЛРР                 |
| 95939                          | Тагнесланд          |                                |                     |                                |                     |